# Зельде
Зельде (нім. Sehlde) — громада в Німеччині, розташована в землі Нижня Саксонія. Входить до складу району Вольфенбюттель. Складова частина об'єднання громад Баддекенштедт.
Площа — 20,38 км2. Населення становить 900 ос. (станом на 31 грудня 2021).

## Галерея

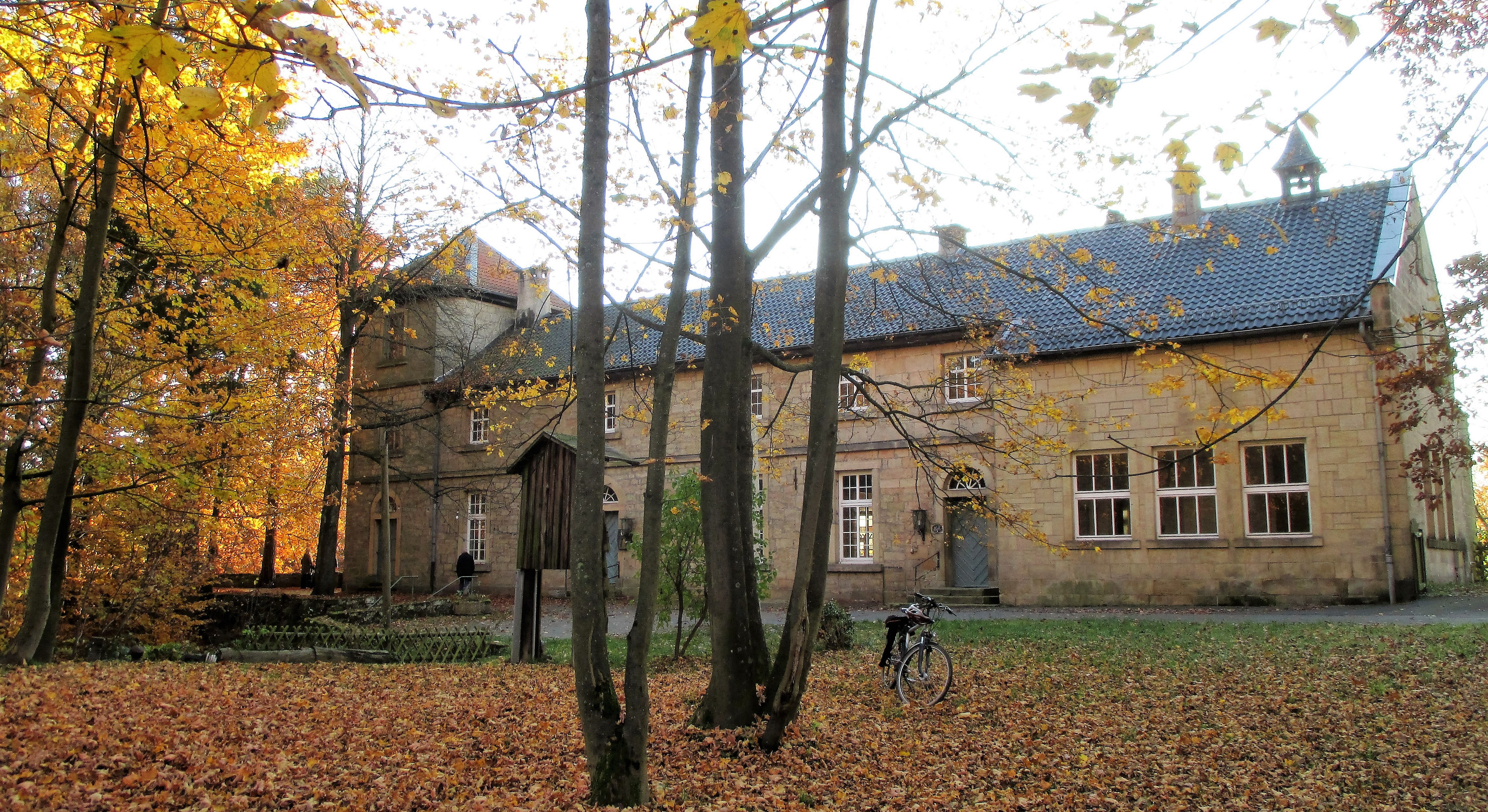
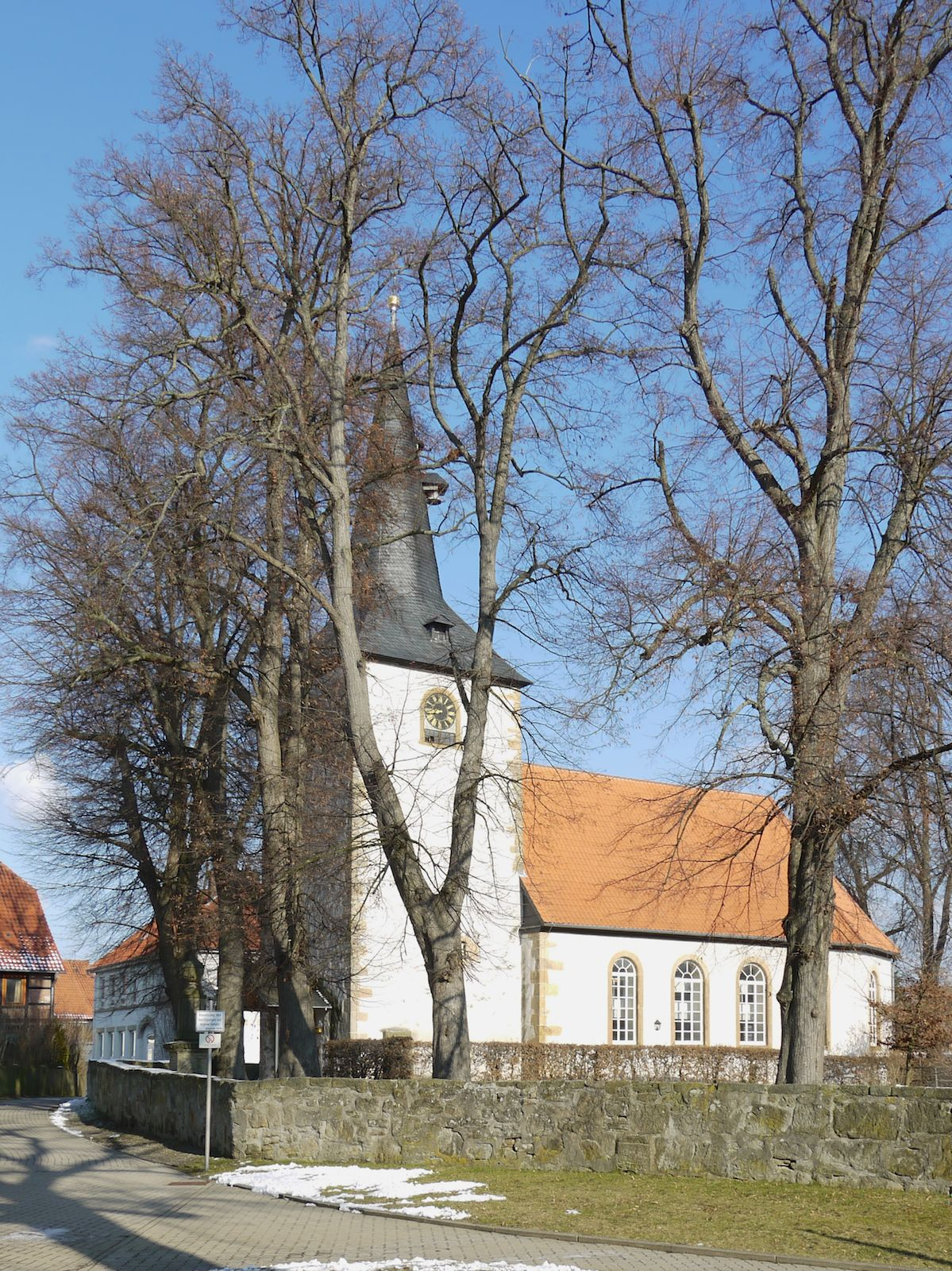